# Jay Santos
Jay Santos, pseudonimo di Felipe Valenzuela (Bogotà, 19 aprile 1988), è un cantante colombiano.

## Biografia
Jay Santos è nato a Bogotà, in Colombia, il 19 aprile 1988. All'età di 11 anni si è trasferito a Roma, in Italia, dove ha iniziato a sviluppare le sue capacità artistiche imparando a suonare il pianoforte, la chitarra e la batteria.
A 17 anni ha deciso di andare in Spagna per promuovere le sue prime canzoni in spagnolo. Influenzato dalla musica italiana e dalle sue radici latine le fonde col genere elettronico.
Nel 2012 ha debuttato con il suo primo singolo Noche de estrellas (con José De Rico e Henry Méndez) piazzatosi immediatamente tra i singoli più venduti in Spagna e ottenendo oltre 15 milioni di visite su YouTube.
L'anno seguente presenta Caliente il suo primo singolo da solista che in Spagna diventa numero 1 su Itunes e viene pubblicato anche in Francia, Svizzera, Belgio, Italia e Cile.
Nel 2015 l'artista torna alle classifiche musicali con un tema più elettronico Dale morena che diventa immediatamente un successo in Spagna e in Italia.
Nello stesso anno, il 24 novembre, fa emergere le sue radici latine con Ya te olvidé, la sua prima canzone reggaeton.
Il 24 giugno 2016 ha pubblicato il singolo Baila con il cantante domenicano Fuego, una canzone che fonde i ritmi elettronici con il mambo domenicano. Nel primo mese raggiunge 5 milioni di visualizzazioni su YouTube.
Tra il 2016 e il 2018 pubblica i singoli Sé lo que te gusta, Venus, Gitana, Los dos e Baby.
Per l'estate 2019 viene annunciato il featuring di Jay Santos in Cartagena singolo della cantante italiana Ivana Spagna accompagnato da un videoclip girato in Italia dal regista Michele Vitiello.

### Latitanza e detenzione
Jay Santos si trovava in stato di latitanza dopo essere stato condannato a compiere una sentenza di 6 anni, decretata dall' Udienza Provinciale di Madrid (Audiencia Provincial de Madrid), con l'accusa di violenza sessuale. A seguito della sentenza, il cantante fuggì da Madrid e si trasferì a Malaga, dove viveva con la sua famiglia, la quale gli garantiva protezione per evitare di essere localizzato. La mancanza di un domicilio fisso e la cessazione della sua attività lavorativa resero più difficile identificare la sua posizione.
I fatti per cui Jay Santos era ricercato e per cui, successivamente, fu dichiarato colpevole dal tribunale risalgono al novembre 2017, quando il cantante incontrò una ragazza conosciuta attraverso i social media e la aggredì sessualmente nel suo domicilio. Dopo aver verificato la validità del procedimento giudiziale, le forze dell'ordine hanno cercato di rintracciare il cantante. Concentrandosi sulle persone a lui più vicine, Jay Santos è stato localizzato e detenuto nelle prime settimane del 2021.
Attualmente Jay Santos ha ricominciato la sua carriera musicale annunciando il tour mondiale TEKTON.
1. ↑   E' uscito il nuovo singolo di Ivana Spagna: "Cartagena", su VENTO NUOVO, 15 maggio 2019. URL consultato l'11 ottobre 2019 (archiviato dall'url originale l'11 ottobre 2019).
2. ↑  (ES) Jay Santos, cantante de reguetón, detenido por una agresión sexual, su La Vanguardia, 3 gennaio 2021. URL consultato il 25 luglio 2025.
3. ↑  (CA) 324cat, Detingut per agressió sexual el cantant de reggaeton Jay Santos, su 3Cat, 3 gennaio 2021. URL consultato il 25 luglio 2025.
4. ↑  (EN) Home, su Jaysantos 3. URL consultato il 25 luglio 2025.

## Singoli
- 2012 - Noche de estrellas (feat. José de Rico & Henry Méndez)
- 2013 - Caliente
- 2015 - Dale Morena
- 2015 - Ya te olvidé
- 2015 - Pa Bailar (feat. Erick Galan)
- 2016 - Baila (feat. Fuego)
- 2017 - Sé lo que te gusta (feat. Sensato)
- 2017 - Venus
- 2017 - Gitana
- 2018 - Los Dos (feat. Exdon Bb)
- 2018 - Baby
- 2019 - Cartagena (Ivana Spagna feat. Jay Santos)
- 2019 - Mamy Don't Cry (feat. Sonik & Alterego)